# Ryota Tsuzuki
Ryota Tsuzuki, född 18 april 1978 i Nara prefektur, Japan, är en japansk fotbollsspelare.